# Очаговая оборона
Очаговая оборона — разновидность обороны, которая построена отдельными и не связанными друг с другом узлами сопротивления (участками обороны полков, батальонными районами обороны, ротными и взводными опорными пунктами), промежутки между которыми находятся под наблюдением разведки, прикрыты инженерными заграждениями и простреливаются только миномётным и артиллерийским огнём с закрытых позиций. Необходимость прибегать к очаговой обороне как правило диктуется недостатком в силах и средствах у обороняющейся стороны, а также — особенностями ландшафта.

## Исторический экскурс
Очаговая оборона широко использовалась в годы Гражданской войны и иностранной интервенции в России (1917—1922 годы) в силу огромной протяжённости театра военных действий и относительной немногочисленности воюющих армий.
На начальном периоде Великой Отечественной войны очаговая оборона вынужденно применялась при боевых действиях ограниченного наряда войсковых сил в широкой полосе наступления врага. Однако боевой опыт показал, что эффективно противостоять противнику, который имеет большое превосходство в бронетанковой технике, таким образом не представляется возможным, и на последующих этапах войны районы очаговой обороны создавались только на труднодоступной местности.
После Второй мировой войны очаговая оборона широко использовалась во многих локальных войнах при боях в условиях сильнопересечённого рельефа местности и при отсутствии сплошной линии фронта.

## Современность
В современных условиях главной целью очаговой обороны является выигрывание времени, сковывание действий противника, сдерживание темпов его наступления и создание благоприятных условий для перехода к последующим этапам противоборства. Такими ситуациями могут быть, например, боевые действия в особых условиях (в пустынной, горной, горно-таёжной, лесисто-болотистой, приполярной местности), бои при манёвренной обороне, в полосе обеспечения оборонительных рубежей, при отходе и т. п.
Организация очаговой обороны подразумевает перекрытие только наиболее удобных для наступательных манёвров противника направлений и районов местности, создаваемые опорные пункты при этом защищают только особо важные в тактическом плане участки, где находятся узлы транспортных коммуникаций, горные перевалы, оазисы, ключевые населённые пункты, господствующие высоты и т. п.. Все очаги сопротивления подготавливаются к круговой обороне, их части и подразделения получают средства усиления и всё необходимое для автономных действий и самостоятельного сопротивления в течение длительного времени, при этом не исключается вероятность оказаться в окружении. В промежутках между опорными пунктами устанавливается патрулирование, подготавливаются артиллерийские и авиационные удары, размещаются системы заграждений, естественные препятствия усиливаются инженерными средствами и организуется непрерывная разведка.